# Invicta FC 13: Cyborg vs. Van Duin
Invicta FC 13: Cyborg vs. Van Duin（インヴィクタ・エフシー・サーティーン：サイボーグ・バーサス・ドゥイン）は、アメリカ合衆国の女子総合格闘技団体「Invicta FC」の大会の一つ。2015年7月9日、ネバダ州ラスベガスのザ・コスモポリタン・オブ・ラスベガスで開催された。

## 大会概要
本大会では3階級のタイトルマッチが組まれ、アトム級では浜崎朱加が日本人として初めて王座に輝いた。

## 試合結果
第1試合　フェザー級ワンマッチ 5分3R
○  アンバー・リーブロック vs.  マリナ・シャフィア ×
1R0分37秒 KO
第2試合　ストロー級ワンマッチ 5分3R
○  ジェイミー・モーイル vs.  エイミー・モンテネグロ ×
3R終了 判定2-1(29-28,28-29,29-28)
第3試合　アトム級ワンマッチ 5分3R
○  アンバー・ブラウン vs.  キャサリン・コスティガン ×
1R3分34秒　リアネイキドチョーク
第4試合　バンタム級ワンマッチ 5分3R
○  パニー・キアンザド vs.  ジェシー・ローズクラーク ×
3R終了 判定3-0(30-27,30-27,30-27)
第5試合　Invicta FCアトム級タイトルマッチ 5分5R
○  浜崎朱加 vs.  エリカ・チブリシオ ×
5R終了 判定2-1(47-48,48-47,49-46)
※浜崎が王座獲得。
第6試合　Invicta FCバンタム級王座決定戦 5分5R
○  トーニャ・エヴィンガー vs.  アイリーン・アルダナ ×
4R4分38秒 TKO
※エヴィンガーが王座獲得。
第7試合　Invicta FCフェザー級タイトルマッチ 5分5R
○  クリスチャン・サイボーグ vs.  フェイス・ヴァン・ドゥイン ×
1R0分45秒 TKO
※サイボーグが王座獲得。